# Font das Bicas
La Font das Bicas ('Canelles') o de Borba es troba a la població de Borba, a Portugal.
Construïda al 1781 per la Cambra Municipal (protectora dels interessos de la població respecte al proveïment de l'aigua), aquesta font (un dels símbols de la vila de Borba), es classificà com a Monument Nacional el 1910, pel Decret de 16-06-1910, DG, núm. 136, de 23-06-1910.
La Font das Bicas tenia l'objectiu de ser un monument a Borba, per l'ús del marbre, i per la reconstitució del llac on, segons la llegenda, es trobà el barb que va donar nom a la vila.
Per la novetat que dugué a l'Alentejo, la Font das Bicas ha estat model d'altres fonts monumentals sorgides després a la regió.

## Descripció
Al centre, n'hi ha tres canelles. Als costats, més a baix, se situen les canelles per als xiquets i xiquetes.
Hi havia també un abeurador per a animals i un safareig.
A la part posterior de la Font das Bicas es construí un llac artificial, que representa el lloc on es trobà el gran barb que donà nom a Borba.

## Inscripcions
Davall del medalló de la reina Maria I es llegeix aquesta inscripció:
IMPERATIBUS FIDELIS SIMA REGINA NOSTRA MARIA NOMINE I: CUM ETDELISSIMO REGEIX NOSTRO PETRO III: OBTENTA REGIA FACULTATE: SUB AUSPICIO ET PATROCINIO ILLIMI AC EX MI VICE COMITIS DE LOU RINHAA HUJUS PROVTICI AE GUBERNATORIS VTGILA TISSIMI: SENATUS HUNC COPIOSUM FONTEM ET MA GNIFICUM VAIG OPOSAR CONS TRUERE FECERUNT: IN IL LO (ICTU OCULI) FUL GENT ET NITENT: REGUM MAGNITUDO ET BENEFI CENTIA: PROTECTORIS PO PROVES ET AMOR: DECURI ONUM ACTIVITAS ET ZE LUS POPULIQUE UTTLITAS ET DECOR: ET IDEO ISTE IN GRATITUDINIS SUAE PER PETUUM MONUMENTUM HANC MEMORIAM EXARARE EECIT. ANNO DOMINI MDCCLXXXI 
Traducció d'António Joaquim Anselmo en la seua obra El municipi de Borba, Elvas, Typographia i Stereoypia Progrés, 1907:
Regnant la nostra fidelíssima reina Maria, primera del nom amb el nostre fidelíssim rei Pere III, obtinguda autorització reial i sota els auspicis i protecció de l'il·lustríssim i excel·lentíssim vescomte de Lourinhã, zelosíssim governador d'aquesta província: la Cambra manà construir aquesta copiosa font i magnífica obra, en la qual brilla i rellueix (a ull nu) la grandesa i beneﬁcència reial, el poder i l'afecte del protector, l'activitat i el zel dels regidors, i la utilitat i honor del poble. Per això aquest, en senyal de perpètua gratitud, manà inscriure aquesta memòria en l'any del Senyor 1781.

## Creença popular
Encara hui, hi ha qui creu que cada canella es destina a un estat civil (als fadrins, als casats i als vidus) i que qui en bega sempre tornarà a Borba.

## Actualitat
Al maig del 2009, els busts d'un home i d'una dona de marbre massís van ser furtats de la Font das Bicas.
Els busts representaven els dos sexes de la gent del poble i de la igualtat que la corona donava als súbdits.